# Alternanthera triandra
Alternanthera triandra är en amarantväxtart som beskrevs av Jean-Baptiste de Lamarck. Alternanthera triandra ingår i släktet alternanter, och familjen amarantväxter. Inga underarter finns listade i Catalogue of Life.